# Stone Mountain (30 Rock)
"Stone Mountain" é o terceiro episódio da quarta temporada da série de televisão de comédia de situação norte-americana 30 Rock, e o 61.° da série em geral. Teve o seu enredo escrito pelo co-produtor executivo John Riggi, e foi realizado pelo produtor Don Scardino. A sua transmissão nos Estados Unidos ocorreu através da National Broadcasting Company (NBC) na noite de 29 de Outubro de 2009. Os actores convidados para o episódio foram a dupla Jeff Dunham e Bubba J., John Lutz, Sue Galloway, e Blaine Horton. A actriz Betty White e o apresentador de televisão Jimmy Fallon também participaram desempenhando versões fictícias de si mesmos.
No episódio, o executivo Jack Donaghy (interpretado por Alec Baldwin) e a sua colega Liz Lemon (Tina Fey) viajam até ao sul do país para a cidade natal do estagiário Kenneth Parcell (Jack McBrayer) para descobrirem um novo talento para o The Girlie Show with Tracy Jordan (TGS). Como consequência, Jenna Maroney (Jane Krakowski) tenta fortalecer uma amizade com os argumentistas do TGS para solidificar o seu lugar antes que o novo membro do elenco seja contratado. Enquanto isso, Tracy Jordan (Tracy Morgan) teme pela sua vida quando duas celebridades morrem e ele acredita que será o próximo, pois acredita que celebridades tendem a morrer em grupos de três.
Em geral, embora não universalmente, "Stone Mountain" foi recebido com opiniões negativas pelos críticos especialistas em televisão do horário nobre, que condenaram bastante o seu enredo principal e esperaram que o mesmo não voltasse a ser desempenhado. Não obstante, as subtramas foram recebidas com opiniões mais favoráveis e, em contrapartida, a participação de White foi recebida com aclamação universal. De acordo com as estatísticas publicadas pelo serviço de registo de audiências Nielsen Ratings, o episódio foi assistido em 6,100 milhões de domicílios norte-americanos durante a sua transmissão original, e foi-lhe atribuída a classificação de 3,1 e oito de share por entre os telespectadores do perfil demográfico dos adultos entre os dezoito aos 49 anos de idade.

## Produção
"Stone Mountain" é o terceiro episódio da quarta temporada de 30 Rock. O seu enredo foi escrito pelo co-produtor executivo John Riggi, enquanto a realização ficou sob a responsabilidade do produtor Don Scardino. Para Riggi, que também já trabalhou como realizador no seriado, esta foi a sua oitava vez a redigir o argumento para um episódio da série, e a primeira da temporada. Para Scardino, por sua vez, foi a 23.ª vez a trabalhar na direção artística de um episódio da série. O material para "Stone Mountain" foi filmado nos dias 15, 16 e 20 de Outubro de 2009 nos Estúdios Silvercup na Cidade de Nova Iorque.

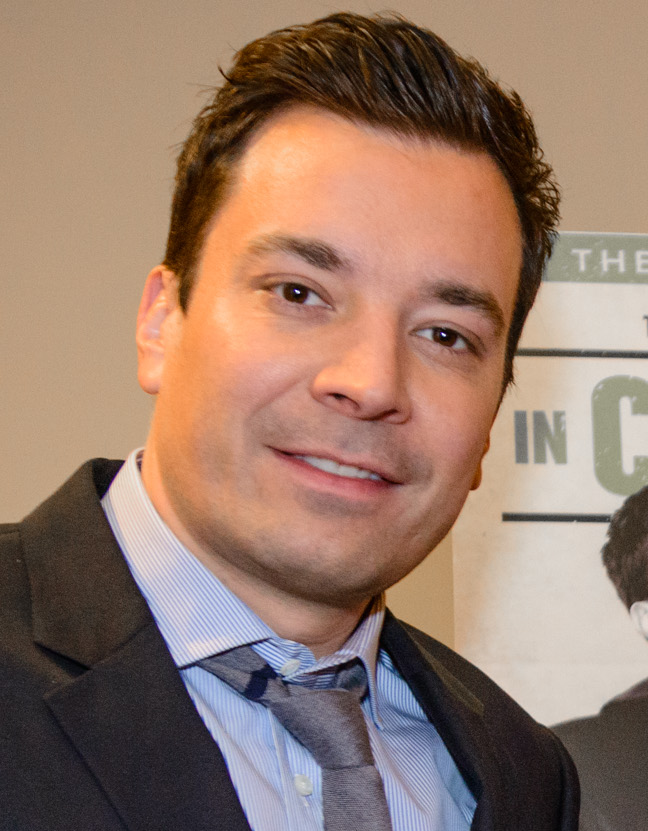
Jimmy Fallon, antigo membro do elenco do Saturday Night Live, fez uma participação em "Stone Mountain."

A trama de Jack e Liz no episódio decorre em Stone Mountain, cidade natal de Kenneth Parcell frequentemente sugerida pelo programa como uma pequena cidade rural no oeste do estado norte-americano da Geórgia. Na realidade, Stone Mountain é um subúrbio a cerca de 24 quilómetros a leste do centro de Atlanta, capital da Geórgia. Acerca da representação da cidade no episódio, principalmente por causa da violência demonstrada pelos seus residentes, Gary Peett, presidente da câmara municipal de Stone Mountain, sentiu que "foi quase inofensivo... Foi tão desconectado da realidade, que nem realmente importa." Na vida real, Donald Glover, antigo membro da equipa de argumentistas de 30 Rock, é nativo de Stone Mountain e usou as suas próprias experiências enquanto crescia na cidade para influenciar a personagem Kenneth Parcell. Neste episódio, Jack McBrayer, intérprete de Kenneth, desempenhou um homem e uma mulher, presumivelmente seus parentes, no clube de comédia de Stone Mountain. Ainda no episódio, o restaurante drive-through Fatty Fat's Sandwhich Ranch do qual Liz e Jack pedem comida na Geórgia é na verdade uma loja de conveniência drive-through chamada Dairy Barn, que era uma cadeia de lojas localizada no Condado de Nassau em Long Island, na esquina da Route 25B com a Avenida Franklin em New Hyde Park.
Em Outubro de 2009, o produtor executivo e co-showrunner Robert Carlock foi questionado acerca da presença dos argumentistas do TGS na quarta temporada do programa. Carlock afirmou que os argumentistas teriam uma maior exposição ao longo da temporada "absolutamente porque amamos esses gajos." Acerca das tramas nas quais estariam inclusos, o argumentista explicou que a tripla Frank Rossitano (Judah Friedlander), James "Toofer" Spurlock (Keith Powell) e John D. Lutz (John Lutz) é "sempre um contraste divertido" contra Jenna, e que é sempre "engraçado" quando os argumentistas e Jenna "estão tramando uns contra os outros," conforme retratado em "Stone Mountain." Outra trama reapresentada neste episódio foi a procura de um novo membro para o elenco do TGS, introduzido pela primeira vez em "Season 4," episódio de estreia da quarta temporada. Este processo de procura de um novo talento viria a continuar no episódio seguinte, "Audition Day."

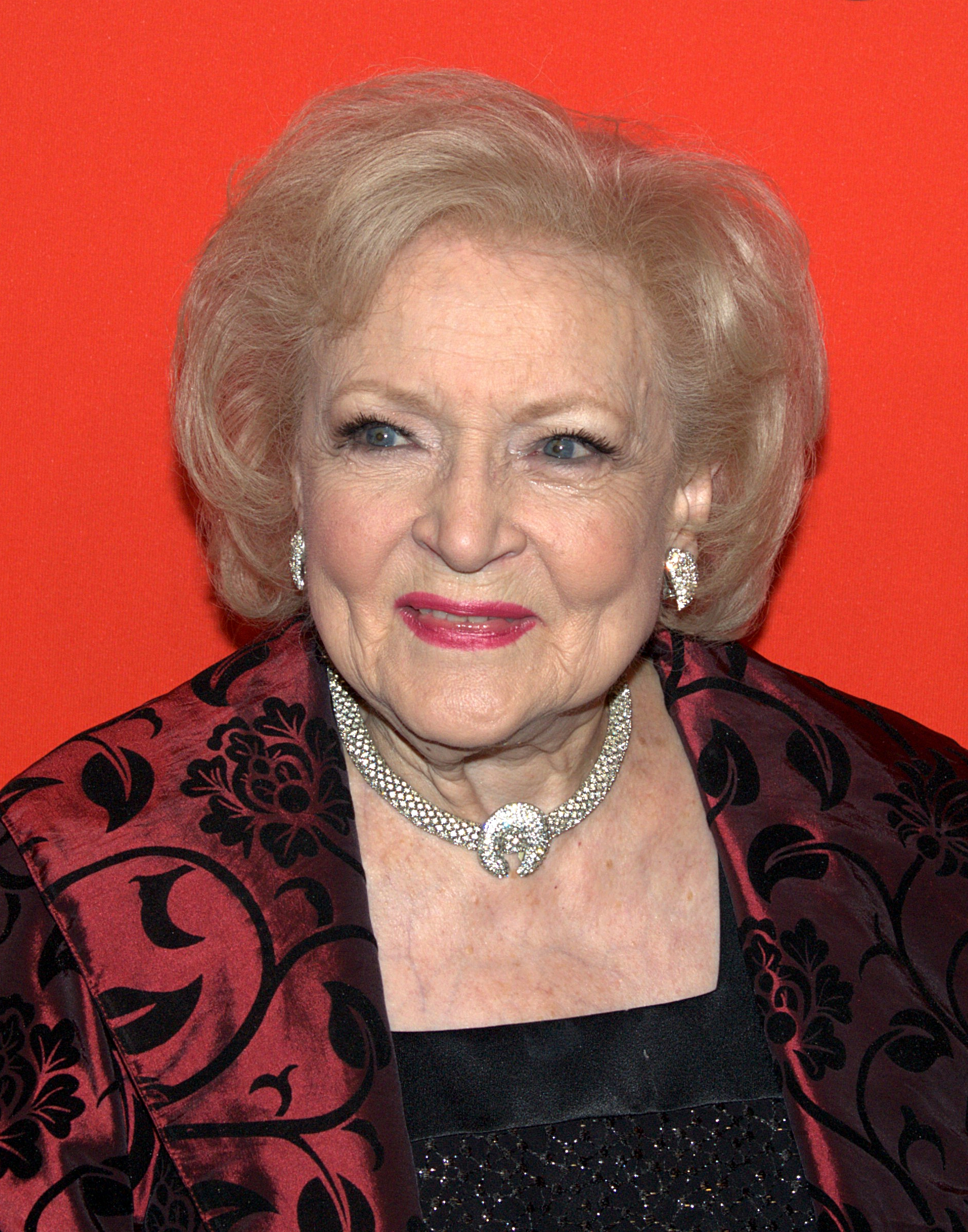
A participação de Betty White em "Stone Mountain" foi recebida com aclamação pelos críticos de televisão.

A actriz de cinema Betty White fez uma participação em "Stone Mountain" desempenhando uma versão fictícia de si mesma. Segundo Alec Baldwin, produtor e actor principal em 30 Rock, a actriz foi a primeira escolha de todo o elenco da série para fazer uma aparição: "Todos nós colocamos nomes em um chapéu e fizemos uma votação — se você pudesse ter uma estrela convidada para toda a temporada, quem seria? E Betty White foi a vencedora," declarou Baldwin ao ser entrevistado após vencer o Prémio Emmy pelo seu papel como Jack Donaghy em 30 Rock pela segunda vez. A participação de White neste episódio foi confirmada pela NBC em Setembro de 2009. Sobre a sua participação, a actriz declarou em entrevista ao TV Guide que "é uma coisa tão rápida. Vai acabar antes que você perceba. Não pisque! É uma frase. É uma frase e meia talvez... Acho que estou gritando com o pobre [Tracy] Morgan. [...] Para dizer a verdade, eu nem sei o enredo porque eu apenas entrei, fiz uma frase e saí. Eu nem conheci o elenco — mesmo o homem com quem estou a gritar era outra pessoa lendo a frase." A personagem Rick Wayne e o seu boneco Pumpkin foram representados pelo ventríloquo norte-americano Jeff Dunham. O actor Blaine Horton repetiu a sua performance como Sasha, um amigo gay de Jenna Maroney, pela segunda vez. A sua primeira participação foi em "Secrets and Lies" na segunda temporada do programa.
O apresentador de televisão Jimmy Fallon também apareceu representando uma versão fictícia de si mesmo, na cena em que após quase ser assassinado por Tracy Jordan (Tracy Morgan), ele também tenta assassiná-lo. Fallon já foi integrante do elenco do Saturday Night Live (SNL), um programa de televisão humorístico norte-americano transmitido pela NBC no qual Tina Fey — criadora, produtora executiva e actriz principal de 30 Rock — foi argumentista-chefe entre 1999 e 2006. Vários outros membros do elenco do SNL já fizeram uma participação em 30 Rock. Eles são: Fred Armisen, Kristen Wiig, Will Ferrell, Amy Poehler, Julia Louis-Dreyfus, Chris Parnell, Bill Hader, Jason Sudeikis, Tim Meadows, Molly Shannon, Siobhan Fallon Hogan, Gilbert Gottfried, Bobby Moynihan, Rachel Dratch, Will Forte, Jan Hooks, Horatio Sanz, e Rob Riggle. Ambos Fey e Tracy Morgan fizeram parte do elenco principal do SNL, com Fey sendo ainda a apresentadora do segmento Weekend Update. Outros membros da equipa de 30 Rock que trabalharam em SNL são John Lutz, argumentista entre 2003 a 2010, e Steve Higgins, argumentista e produtor do SNL desde 1995. O actor Alec Baldwin apresentou o SNL por dezassete vezes, o maior número de episódios por qualquer personalidade.
O actor e comediante Judah Friedlander, intérprete da personagem Frank Rossitano em 30 Rock, é conhecido pelos seus bonés de camioneiro de marca registada que usa dentro e fora da personagem Frank. Os chapéus normalmente apresentam palavras ou frases curtas estampadas neles. Friedlander afirmou que ele próprio é quem faz os acessórios. Revelou também que "alguns deles são brincadeiras íntimas, e alguns são simplesmente piadas." A ideia veio do persona de Friedlander nas suas apresentações de comédia stand-up, nas quais os objectos de adorno estão todos estampados com a escrita "campeão mundial" em línguas e aparências diferentes. Em "Stone Mountain," Frank usa bonés que leem "Wet to Activate", "Costume" e "Seemiller Grip."

## Enredo
Jack Donaghy (Alec Baldwin) procura Liz Lemon (Tina Fey) para acompanhar o progresso da busca por um novo membro para elenco do TGS with Tracy Jordan. Porém, insatisfeito com as sugestões dela para procurar por alguém de São Francisco ou Toronto, Jack decide viajar com Liz para a cidade natal de de Kenneth Parcell (Jack McBrayer), Stone Mountain, Geórgia, para encontrar um comediante da "América verdadeira." Liz tenta convencer Jack de que nenhuma parte da América é "mais verdadeira" que outra, mas ele discorda. À chegada a Stone Mountain, Liz imediatamente começa a se sentir enjoada depois de experimentar um prato local, vendo-se forçada a permanecer no quarto de hotel, deixando Jack a visitar o clube de comédia local sozinho. Ele acha hilariante o desempenho de Rick Wayne (Jeff Dunham) e seu boneco Pumpkin (Bubba J), contratando-o contra a vontade de Liz. Quando Liz vai presenciar a performance de Wayne, Pumpkin começa a insultá-la repetidamente, destruindo todas as ilusões de Jack sobre a bondade e a simplicidade da América Central. Como um ato de defesa a Liz, ele destrói o boneco."
Enquanto isso, Tracy Jordan (Tracy Morgan) descobre que duas celebridades, o homem obeso no qual Pac-Man foi baseado e um dançarino de tamancos famoso, morreram recentemente. Então, Frank Rossitano (Judah Friedlander) aconselha Tracy a tomar cuidado, pois as mortes de celebridades tendem a se suceder em grupos de três, e ele pode ser o próximo. Tracy não acredita mas, depois de uma luz de palco cair e esmagar a cadeira na qual estava sentado, ele começa a temer pela sua vida. Tracy liga para a actriz Betty White e grita tentando assustá-la até a morte, mas não consegue. Mais tarde, Tracy tenta assassinar o comediante Jimmy Fallon que, em retaliação pois também acredita na teoria da regra dos três, também tenta assassinar Tracy. No final, Tracy fica aliviado quando descobre que Pumpkin "morreu."
Ao mesmo tempo, preocupada com uma possível redução do seu papel no TGS com a chegada de um novo actor, Jenna Maroney (Jane Krakowski) tenta fazer amizade com os argumentistas para garantir que bons papeis sejam escritos para ela. De princípio, Frank Rossitano (Judah Friedlander), James "Toofer" Spurlock (Keith Powell) e John D. Lutz (John Lutz) ficam irritados com a presença dela, principalmente Frank depois de ser insultado por Sasha (Blaine Horton), amigo homossexual de Jenna. No entanto, Cerie Xerox (Katrina Bowden) diz a Frank que as mulheres têm tendência a libertarem-se em festas de dias das bruxas organizadas por homens homossexuais, e os três decidem fingir ser amigos de Jenna para entrarem na tal festa. Mas, Sasha informa a Jenna sobre o plano de Frank, e ela e permite que eles participem da festa sob a condição de que não se "esqueçam" dela quando o novo membro do elenco for contratado.

## Referências culturais

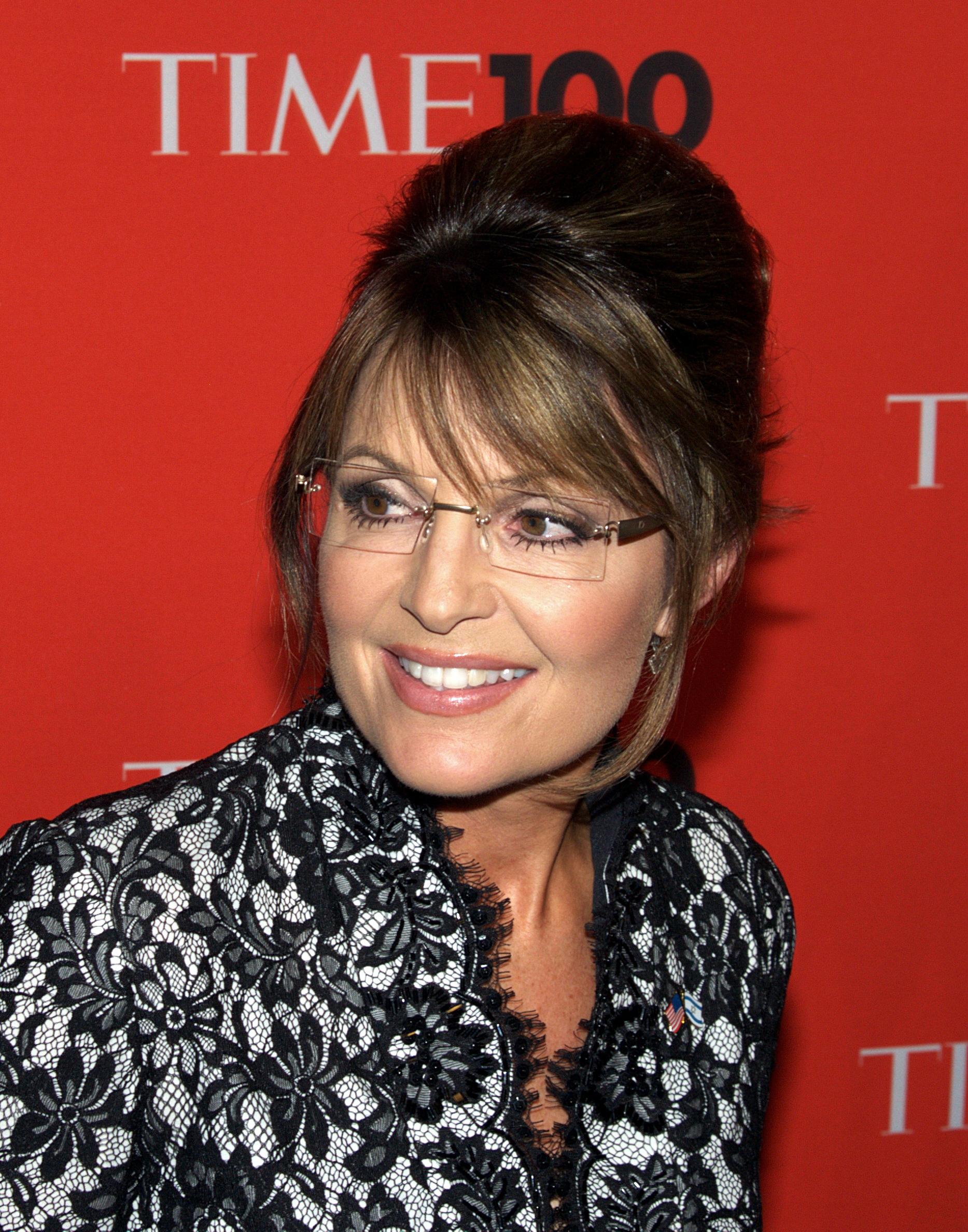
A história principal de "Stone Mountain" foi inspirada em um discurso por Sarah Palin enquanto concorria à vice-presidência dos Estados Unidos.

### Análises da crítica

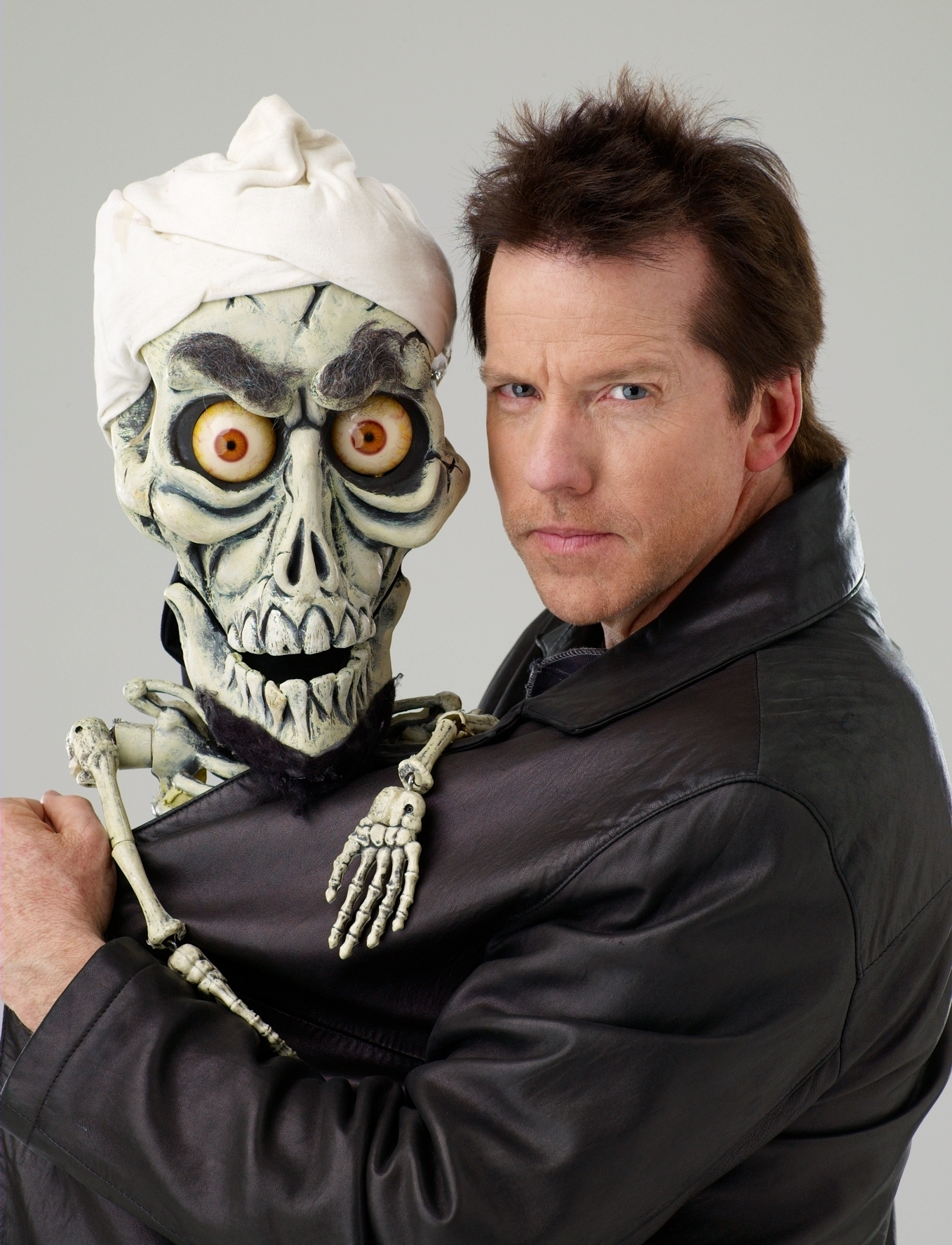
A participação do ventriloquista Jeff Dunham foi, no geral, recebida com opiniões negativas pelos críticos de televisão.